# Daniel (певец)
Стрельцов Алексей Сергеевич (род. 4 декабря 1990, Новосибирск, Россия) — российский продюсер, битмейкер, режиссёр, саунд-продюсер, композитор и автор слов. Основатель музыкального лейбла и продюсерской компании STRELTSOV MEDIA. Является автором и создателем множества песен для топовых артистов страны. Работает с такими артистами как: Loboda, София Ротару, Zara, Согдиана, Алсу, Митя Фомин, Таисия Повалий, Сати Казанова, Регина Тодаренко, Люся Чеботина и многие другие.
На данный момент продюсирует начинающих исполнителей. В их числе: Рома Неваш, Liza Diez, Сандра.

## Биография
1990 г. — Родился в Новосибирске долгое время жил в пгт Мошково. Область Новосибирска. В 50-60 км от города. В 5 лет начал сочинять свои первые детские песни.
2002 г. — уже в 12 лет попросил маму купить гитару, военный друг папы научил играть на ней и через 6 месяцев Алексей уже покорял школьные дискотеки. Чуть позже, основал свой первый рок-коллектив, выступал также на школьных вечерах. В пгт где родился, каждый год родители отдавали его в музыкальную школу, на разные инструменты, но каждый год он бросал её, так как просил учителей научить играть свои песни а не школьную программу. Таким образом Алексей базово овладел практически всеми музыкальными инструментами.
2004 г. — К 14 годам учитель музыки в школе дал Алексею собственный кабинет, где он делал первые аранжировки и уже тогда он начинал записывать свои первые песни, возил свои первые коллективы вместе с руководителем на местные музыкальные конкурсы, выступал и сам. Со временем у совсем юного Стрельцова появился учитель по саунд-продюсированию. Алексей по-началу, долго уговаривал учить его всему мастерству, что тот умел. Но в ответ получал лишь что — недостаточно талантлив и точно ничего не получится. Но Алексей упорно учился даже поначалу, подглядывая в дверной проем пытаясь понять что же в магической студии происходит. Однажды ему все-таки дали доступ к студии. А со временем он стал делать работу за своего жадного на обучение учителя, но разумеется бесплатно.
2015 г.- В 15-16 лет, Алексей организовал гастрольный тур своего рок коллектива Black Rose, и один из концертов запретила администрация, поскольку они считали что необходимо было получить у них лицензию. Концерт — все равно тайно состоялся, в рамках дискотеки местного клуба. Чуть позже Алексея вызвали в отдел культуры. Где глава местного отдела, очень консервативная женщина, сказала:
«Кто тебе дал права ездить и петь свои песни ? Мы не разрешали!»
На что он ответил:
«Мои песни нравятся людям!»
Она воскликнула :
«Да, твои песни никому не нужны, их только в подворотни петь!»
На что он возразил подойдя и стукнув руками по столу:
«Мои песни будут звучать на всю страну!»
2009 г. — В 19 лет Алексей зарождает концепцию своего первого продюсерского центра. Устроившись на пол ставки звукорежиссёром в Новосибирский Колледж Культуры. В таком юном возрасте Алексей, начинает преподавать там свой авторский факультатив, назвав его: «Психология сцены». Видя, что у многих молодых выступающих артистов тряслись коленки на сцене. Алексей помогал делать на местном уровне настоящие шоу. И внушать уверенность студентов на каждом выступлении. Искал единомышленников. Так начали появляться первые артисты которых он продюсировал.
2010 г. — Уже в 20 — начал организовывать себе и своим артистам выступления, на крупных площадках города, на разогреве у больших звёзд. Тесно сотрудничал с администрацией города. Написал Гимн Добровольцев Новосибирска. Гимн Пионеров Новосибирска.
После участия в местном телевизионном конкурсе «Ордынка» посвящённый памяти Татьяны Снежиной, Алексею поступает предложение от одного Московского продюсера. Участвовать в качестве солиста нового коллектива. После чего Алексей срывается в Москву, где через какое то время его обманывают. И он вынужденно переезжает в Киров. Решив не возвращаться в Новосибирск.
2011 г. — Находясь там, продолжает свою творческую деятельность. Проведя кастинг, находит вокалистку и создает танцевальный коллектив Sheiva, песни которого попадают в ротацию на местный филиал радиостанции Европа Плюс. Со временем начинает продюсировать Конкурсы Красоты. Участвует в качестве сопродюсера местного отбора конкурса Мисс Россия и Мисс Русское Радио. Спустя ещё год становится автором и ведущим клубного шоу, вместе с порталом Geometria TV, с участием многих звёзд со всего мира.
К сожалению коллектив Sheiva приходится закрыть, по причине выхода замуж и смены приоритетов солистки. Алексей, продолжает работать над развитием своей студии делает и заказы по музыки для многих артистов из Москвы и Санкт-Петербурга.
2013 г. — Спустя какое то время один из близких друзей, переезжает в Москву создавать ивент-агентство. Куда приглашает Стрельцова на должность директора по развитию. Алексей переезжает в Москву уже второй раз. Через 6 месяцев компания становится банкротом и партнёр возвращается в Киров. Но Алексей отчаивается отчитаться в Москве и не при каких обстоятельствах не сдаваться, на этот раз.
2015 год. — Пройдя очень нелегкие времена спустя 5-6 месяцев его по резюме берут на должность продюсера и директора музыкального отдела в компанию «ОСТ Медиа» где Алексей, хорошо показывает себя, как руководитель и продюсер. Но к сожалению компания также закрывается. И Алексей со своими другом, партнёром и PR специалистом Денисом Уховым запускает сольный проект DANIEL.Также параллельно начинает развиваться Продакшн Алексея и он пишет песню, для экс-участницы группы «Виагры» Меседы Багаудиновой. Песня «Пересечение» — становится новым витком в карьере артистки. Алексей активно выступает. Пишет песни для разных артистов. Его клипы крутят на RUTV. Он выступает со многими топовыми артистами на одной сцене и продолжает свою деятельность. Временно, продюсируя только себя.
В 2016 году была написана песня которую исполнила и приобрела в свой репертуар София Ротару. Помимо этого культовая артистка пригласила спеть эту песню жуткости с автором Алексеем на всех федеральных каналах в вечернем «Голубом огоньке». Из за сложных отношений с Украиной, песня не была замечена должным образом, несмотря на пророчества режиссёров первого канала. «Это новый абсолютный Хит, София Михайловна, таких песен тут ещё не было!» — говорили на съемках. Но несмотря на все сложности песня обрела огромную фанатскую базу и собрала сообщество в Instagram с более чем 50 тыс. поклонников, существующее и по сей день.
Далее Алексей поработал ещё со многими артистами. Спустя 2 года начал воплощать снова свои продюсерское амбиции и делать проекты. Так состоялось громкое открытие совместного лейбла с Денисом Уховым — Trend Music в клубе «Облака». Вместе начинают работу над продюсерском проектом Эмили.
2017 год песней Алексея, заинтересовался Виктор Дробыш, который также приглашает стать сопродюсером «Новой Фабрики Звёзд». К сожалению данное предложение по неизвестным причинам срывается. Но песню «Найди меня» Алексея Стрельцова, исполняет Гузель Хасанова — победительница Новой Фабрики. Мощная композиция обретает большое внимание. Но по неизвестным причинам Виктор Дробыш, прекращает полноценный промоушн данной песни и запускает другую.
2018 год Алексею удаётся поработать с Светланой Лободой, став одним из создателей песни Парень. Также начинает Сотрудничество со многими артистами.
2019 год Алексей объявляет об разделении лейблов. И создаёт STRELTSOV MEDIA, не ограничиваясь только созданием песен и продюсированием артистов, начинает снимать свои первые короткометражные фильмы и клипы.

## Творческая деятельность

### Список произведений
|}

## Дискография

### Синглы
- Малыш
- Новый год
- Сердца половина
- Если бы не ты